# KLM-Flug 608
Am 23. August 1954 stürzte eine Douglas DC-6 auf dem KLM-Flug 608 aus ungeklärter Ursache über der Nordsee ab. Bei dem Unfall kamen alle 21 Insassen ums Leben.

## Unfallhergang
Die 1952 gebaute Douglas DC-6B der KLM mit dem Namen Willem Bontekoe befand sich auf dem Linienflug KL608 von New York über Shannon nach Amsterdam. Nach der Zwischenlandung in Irland startete die Maschine um 09:29 Uhr UTC vom Flughafen Shannon zum Weiterflug nach Amsterdam. Das Flugzeug stieg auf eine Reiseflughöhe von ca. 3.500 Meter (11.500 Fuß). Das Wetter auf der Flugroute war schlecht, mit tief hängender Wolkendecke und Starkregen. Um 12:22 Uhr Ortszeit (11:22 Uhr UTC) flog die DC-6 in den niederländischen Luftraum ein. Drei Minuten später informierten die Piloten die niederländische Flugsicherung, dass sie das nördlich von Amsterdam gelegene Funkfeuer Spijkerboor um 12:37 Uhr erreichen würden. Daraufhin erhielt die Besatzung zunächst die Erlaubnis, das Funkfeuer in 5.500 Fuß zu überfliegen. Der Fluglotse änderte die Vorgabe kurz darauf auf 4.500 Fuß und schließlich auf 3.500 Fuß. Alle drei Freigaben wurden von KLM-Flug 608, der sich zu dieser Zeit noch über der Nordsee befand, bestätigt. Als der Fluglotse um 12:35 Uhr die Piloten aufforderte auf 2500 Fuß zu sinken, bekam er keine Antwort. Um 13:15 Uhr wurde eine Suchaktion an der letzten bekannten Position gestartet. Um 17:10 Uhr fanden Schiffe erste Trümmer etwa 15 Kilometer (8 NM) vor der Küste von Bergen aan Zee. In den folgenden Tagen wurde Trümmerteile zwischen Bergen aan Zee und Egmond aan Zee angespült. Zudem konnten zwei Leichen geborgen werden. Überlebende wurden nicht gefunden.

## Unfalluntersuchung

### Augenzeugen
Nach dem Absturz berichteten Zeugen aus Egmond aan Zee der örtlichen Polizei, dass sie gegen 12:35 Uhr ein von der Nordsee kommendes viermotoriges Flugzeug gesehen hätten, das sich in einer ungewöhnlich niedrigen Flughöhe befand. Diese Angaben stimmten mit der Zeit überein, zu der KLM-Flug 608 die Küste erreichen sollte. In den folgenden Wochen wurden etwa 90 Zeugenaussagen gesammelt, durch welche der Flugweg nach dem letzten Funkkontakt rekonstruiert wurde. Die DC-6 flog zunächst landeinwärts und wechselte dabei mehrfach den Kurs sowie die Flughöhe. Letztere schwankte etwa zwischen 30 Meter (100 Fuß) und 365 Meter (1200 Fuß). Um 13:01 Uhr sahen Zeugen wie die Maschine die Ortschaft Egmond aan Zee ein zweites Mal überflog, diesmal jedoch in Richtung Nordsee. Sie hörten kurz darauf einen lauten Knall vor der Küste. Nach Ansicht der Ermittler wurden die Kursänderungen über Nordholland nicht vom Autopiloten ausgeführt.

### Bergung
Das Flugzeug traf mit hoher Kraft auf die Wasseroberfläche und wurde dabei in kleine Stücke zerrissen. Zu den größten geborgenen Trümmerteilen zählte eine Kabinentür. Aufgrund des Zerstörungsgrads konnte nur etwa die Hälfte der Wrackteile gefunden und gehoben werden. Die Bergungsaktion, die vom 24. August bis zum 25. November 1954 andauerte, wurde mit Schleppnetzen durchgeführt.

### Unfallursache
Bei der Untersuchung der geborgenen Trümmer wurde festgestellt, dass die DC-6 intakt und mit laufenden Triebwerken auf das Wasser schlug. Der Aufprall erfolgte in einem flachen Winkel mit leichter Rechtsneigung. Die Ursache für den Irrflug von Flug KL608, der mit dem Absturz endete, konnte wegen der unvollständigen Trümmer nicht geklärt werden.
Die Ermittler äußerten den Verdacht, dass die Besatzung während des Sinkfluges zeitweise oder dauerhaft handlungsunfähig wurde. Als mögliche Gründe nannten sie unter anderem die Explosion einer Pressluftflasche im Cockpit oder einen Schwelbrand mit starker Rauchentwicklung. Die Untersuchung der Trümmer sowie die Obduktion der zwei geborgenen Opfer erbrachte jedoch keinen Hinweis auf einen Brand an Bord.